# Sven van Doorm
Sven van Doorm (Epe, 17 april 1997) is een Nederlands voetballer die doorgaans speelt als middenvelder. In juli 2024 verruilde hij FC Eindhoven voor HHC Hardenberg.

## Clubcarrière
Van Doorm speelde in de jeugd van EZC '84 en kwam in 2006 in de opleiding van Vitesse terecht. Twee seizoenen moest hij missen vanwege een knieblessure. Na zijn terugkeer kreeg hij een verbintenis voor twee seizoenen, waarop hij direct verhuurd werd aan Telstar. Bij deze club maakte de middenvelder zijn professionele debuut in de tweede speelronde van de Eerste divisie in het seizoen 2018/19. In eigen huis tegen MVV mocht hij van coach Mike Snoei in de basis starten en hij zou de volle negentig minuten meespelen. Door een doelpunt van Joeri Schroijen werd met 0–1 verloren. In augustus 2019 nam Telstar hem definitief over van Vitesse. Van Doorm tekende een contract voor één seizoen in Velsen-Zuid. Na afloop van zijn eerste seizoen kreeg Van Doorm een nieuw contract voor twee jaar extra. Na afloop van dit contract werd hij aangetrokken door FC Eindhoven. Hij speelde twee seizoenen bij Eindhoven. Daarna verliep zijn verbintenis en besloot hij voor HHC Hardenberg te gaan spelen.

## Clubstatistieken
| Seizoen | Club           | Competitie     | Competitie | Competitie | Beker | Beker | Internationaal | Internationaal | Totaal | Totaal |
| Seizoen | Club           | Competitie     | Wed.       | Dlp.       | Wed.  | Dlp.  | Wed.           | Dlp.           | Wed.   | Dlp.   |
| ------- | -------------- | -------------- | ---------- | ---------- | ----- | ----- | -------------- | -------------- | ------ | ------ |
| 2017/18 | Vitesse        | Eredivisie     | 0          | 0          | 0     | 0     | —              | —              | 0      | 0      |
| 2018/19 | → Telstar      | Eerste divisie | 25         | 1          | 1     | 0     | —              | —              | 26     | 1      |
| 2019/20 | Telstar        | Eerste divisie | 23         | 2          | 2     | 0     | —              | —              | 25     | 2      |
| 2020/21 | Telstar        | Eerste divisie | 24         | 1          | 1     | 0     | —              | —              | 25     | 1      |
| 2021/22 | Telstar        | Eerste divisie | 37         | 2          | 3     | 1     | —              | —              | 40     | 3      |
| 2022/23 | FC Eindhoven   | Eerste divisie | 31         | 1          | 4     | 0     | —              | —              | 35     | 1      |
| 2023/24 | FC Eindhoven   | Eerste divisie | 26         | 1          | 2     | 0     | —              | —              | 28     | 1      |
| 2024/25 | HHC Hardenberg | Tweede divisie | 0          | 0          | 0     | 0     | —              | —              | 0      | 0      |
| Totaal  | Totaal         | Totaal         | 166        | 8          | 13    | 1     | 0              | 0              | 179    | 9      |

Bijgewerkt op 28 juli 2024.